# نانسي سنو
نانسي سنو (بالإنجليزية: Nancy Snow)‏ هي أكاديمية وفيلسوفة أمريكية، ولدت في القرن العشرين.